# Sarphatipark 65
Het gebouw Sarphatipark 65 bestaat uit een herenhuis aan het Sarphatipark (straat en park) in De Pijp te Amsterdam-Zuid. 
Het gebouw is ontworpen door architect W.J. Nijman. Het is opgetrokken in de eclectische bouwstijl, een stijl die veelvuldig ter plaatse werd gehanteerd. Opvallend daarbij is dat de raampartijen rechthoekig zijn uitgevoerd, terwijl dat elders in de straat in een boogconstructie is vervaardigd. Het gebouw bestaat uit een begane grond, twee verdiepingen met elk een balkon en een zolderetage met dakkapel. Opmerkelijk aan de tekening is dat er vermeld wordt, dat het gebouw geplaatst wordt naast Sarphatipark 67 (voorheen Jan Steenstraat). Het andere buurpand Sarphatipark 63 wordt daarbij niet genoemd, dat werd pas een aantal jaren later gebouwd, kennelijk om het “gat” dat ontstaan was te dichten.
De architect is Wilhelm Johan Nijman (Amsterdam 16 maart (april) 1852-Amsterdam, 6 april 1914) die meerdere gebouwen in Amsterdam (en ook Bussum) ontwierp. Hij was tevens aannemer. Hij ontwierp en bouwde mee aan bijvoorbeeld een bewaarschool aan de Eerste Oosterparkstraat 12. Zijn zoon Johan Theodoor Nijman was bouwkundige, makelaar en verzekeringsagent. Een andere zoon met dezelfde voornamen was baas over een hout- en betonhandel. W.J. Nijman was getrouwd met Antje Bruin (Amsterdam Buiksloot 2 maart 1854-circa 10 december 1924) en woonde een tijdlang aan allerlei straten in De Pijp. Een deel van de door hem ontworpen gebouwen, zoals Eerste van der Helststraat 27-31 is in de 20e eeuw gesloopt. 